# Jacob Hilsdorf

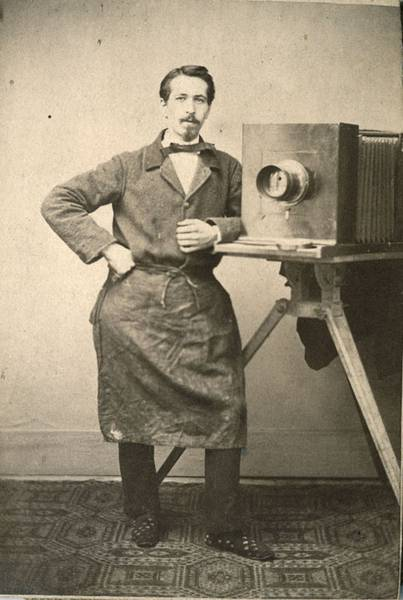
Jacob Hilsdorf

Jacob Hilsdorf (* 10. Juni 1872 in Bingen; † 11. Januar 1916 in Frankfurt am Main) war ein deutscher Fotograf. 

## Leben
Jacob Hilsdorf erlernte ebenso wie sein Bruder Theodor Hilsdorf bei seinem Vater Johann Baptist Hilsdorf in Bingen am Rhein das Handwerk der Fotografie und arbeitete danach unter anderem in Leipzig im Atelier des berühmten Fotografen Nicola Perscheid. In Leipzig lernte er Elisabeth Gausche kennen, die er 1897 in Bad Kreuznach heiratete. Er übernahm das Atelier des Vaters auf der Kapuzinerstraße in Bingen, seinen Bruder Hans Hilsdorf, der später ebenfalls als Fotograf tätig wurde, stellte er als Assistent ein.
Jacob Hilsdorf kam um die Jahrhundertwende mit bekannten Persönlichkeiten der Zeit in Kontakt, so den Mitgliedern des George-Kreises. Fotografien des Malers Melchior Lechter machten ihn nach 1903 international bekannt, er schuf Porträts von Persönlichkeiten des Adels und der Politik, aber auch von Malern, Musikern und Schriftstellern. Im Jahr 1912 verlieh ihm Großherzog Ernst Ludwig für seine Verdienste den Titel „Großherzoglich hessischer Hofrat“.
Private Probleme lasteten auf Jacob Hilsdorf. Die Ehe mit Elisabeth Gausche wurde 1909 geschieden und auch die 1911 geschlossene Ehe mit Ellen Hasenclever war unglücklich. Ab 1915 zeigten sich bei Jacob Hilsdorf Hinweise auf eine Gemütskrankheit, am 11. Januar 1916 starb er durch Suizid.
Jacob Hilsdorf war wie sein Vater und sein Bruder Theodor Mitglied der Freimaurerloge Zum Tempel der Freundschaft in Bingen.

## Werk
Hilsdorfs Fotografien stehen außerhalb der Kunstströmungen seiner Zeit. Sie ahmen weder eine impressionistische Oberflächenstruktur noch eine harte expressionistische Kontur nach. Man kann Hilsdorf einen Jugendstil- und Salonfotografen nennen, der sich der gehobenen Gesellschaft durchaus angepasst hat, in seinem Schaffen jedoch höchst eigenständig und progressiv war. Einen Überblick über sein Lebenswerk bietet das Landesmuseum Koblenz.

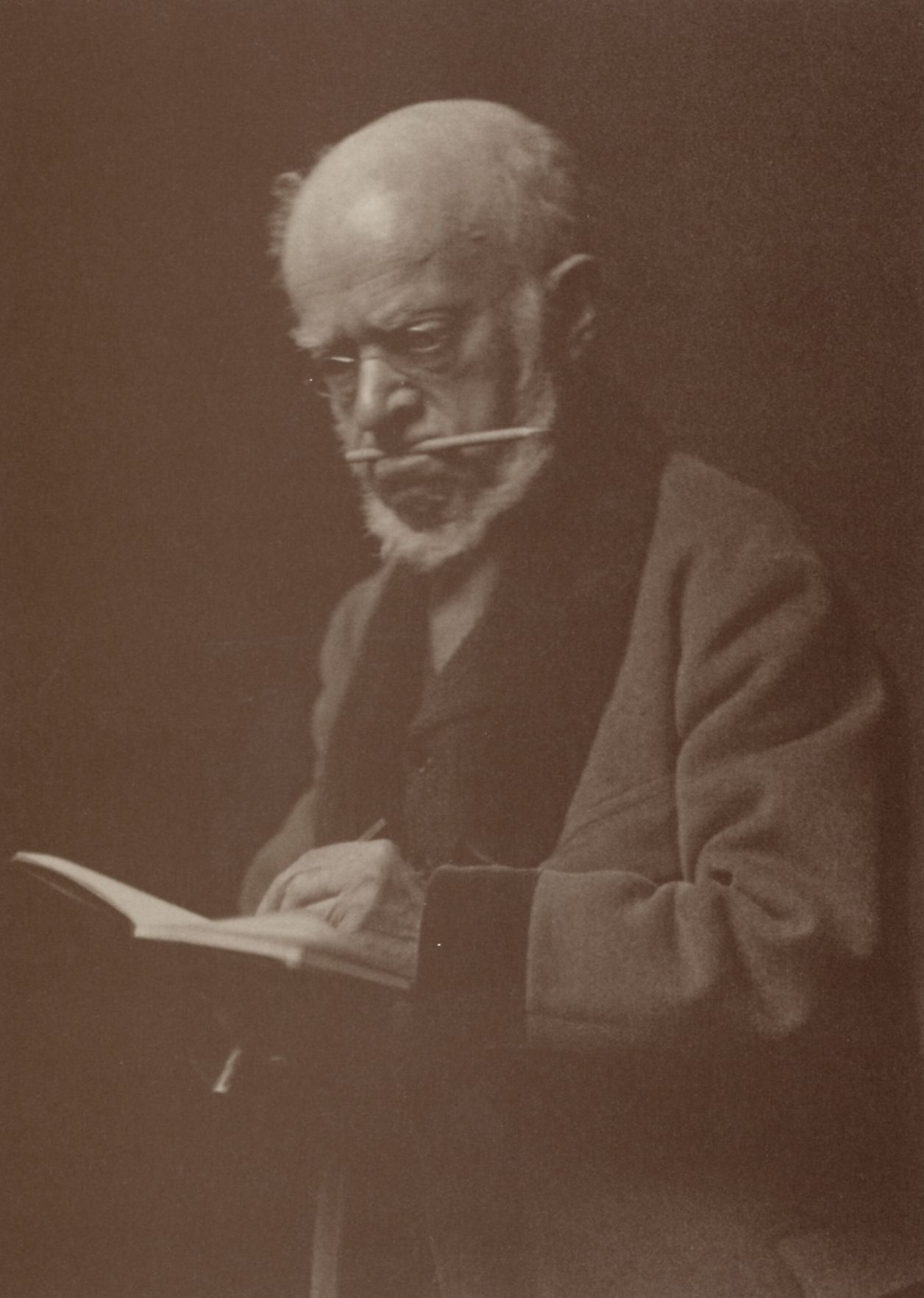
Adolph Menzel (1904)
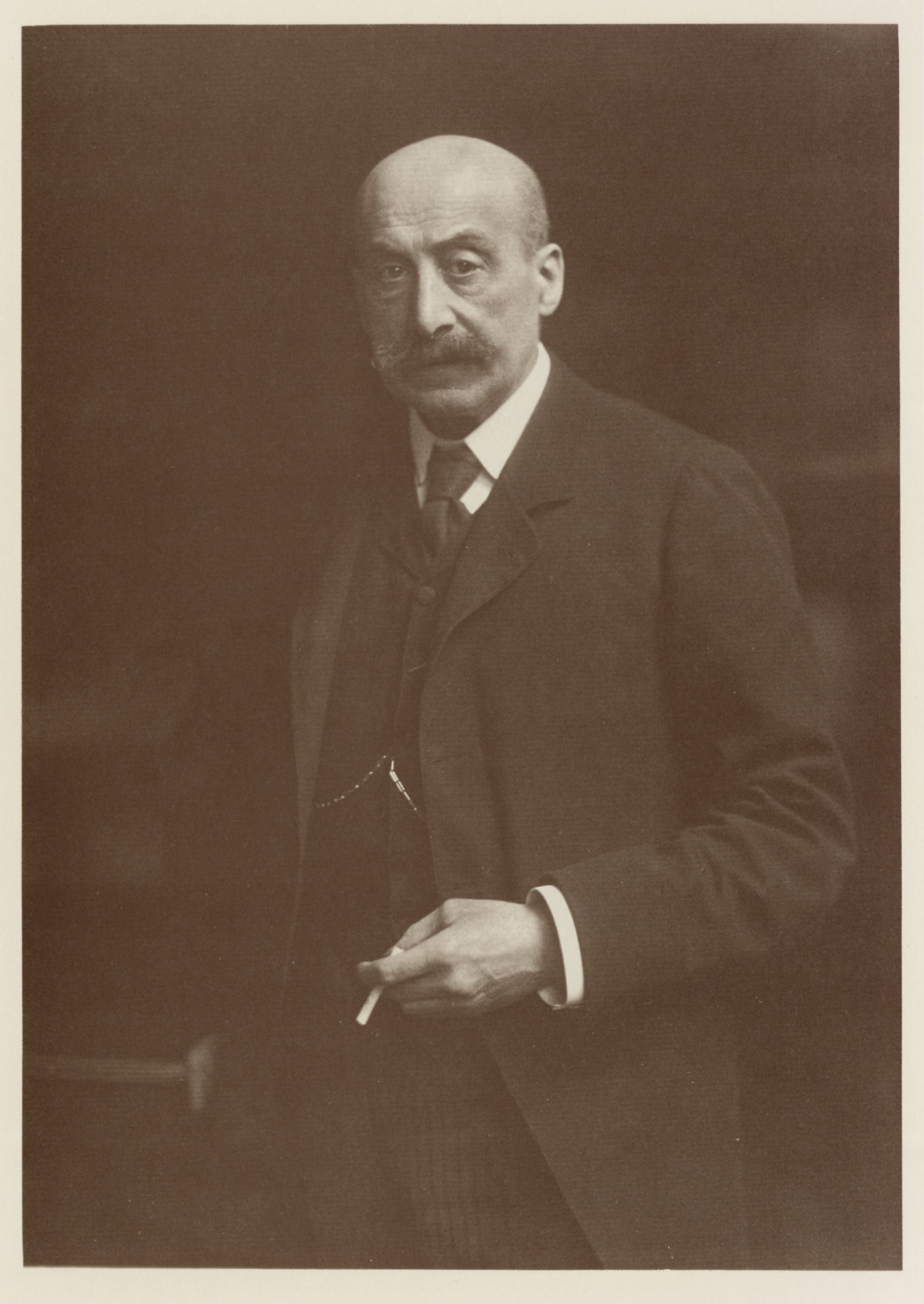
Max Liebermann (1904)
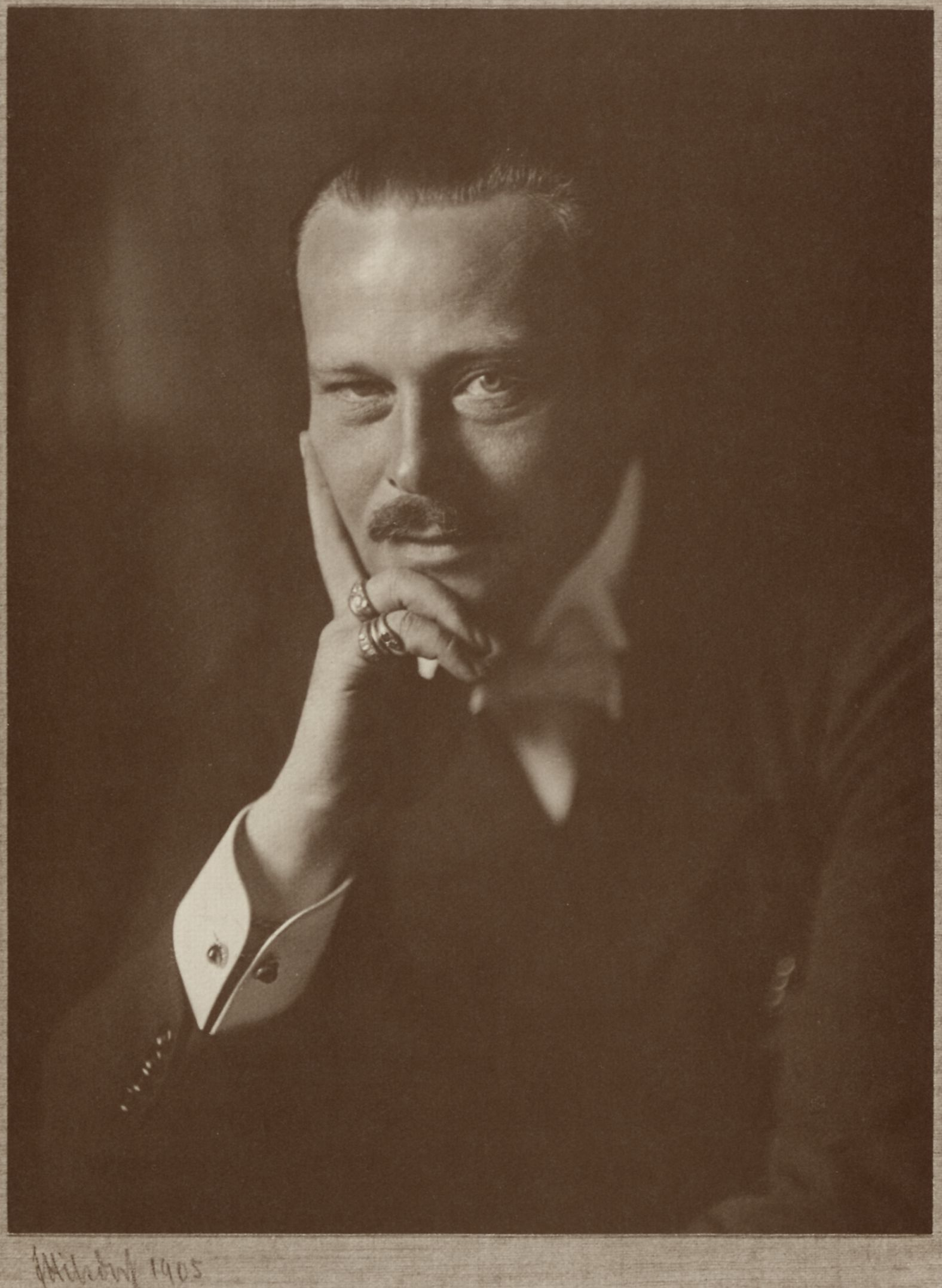
Großherzog Ernst Ludwig (1905)
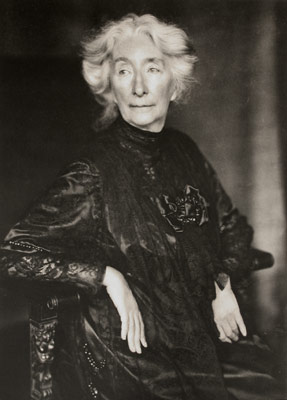
Cosima Wagner (1905)
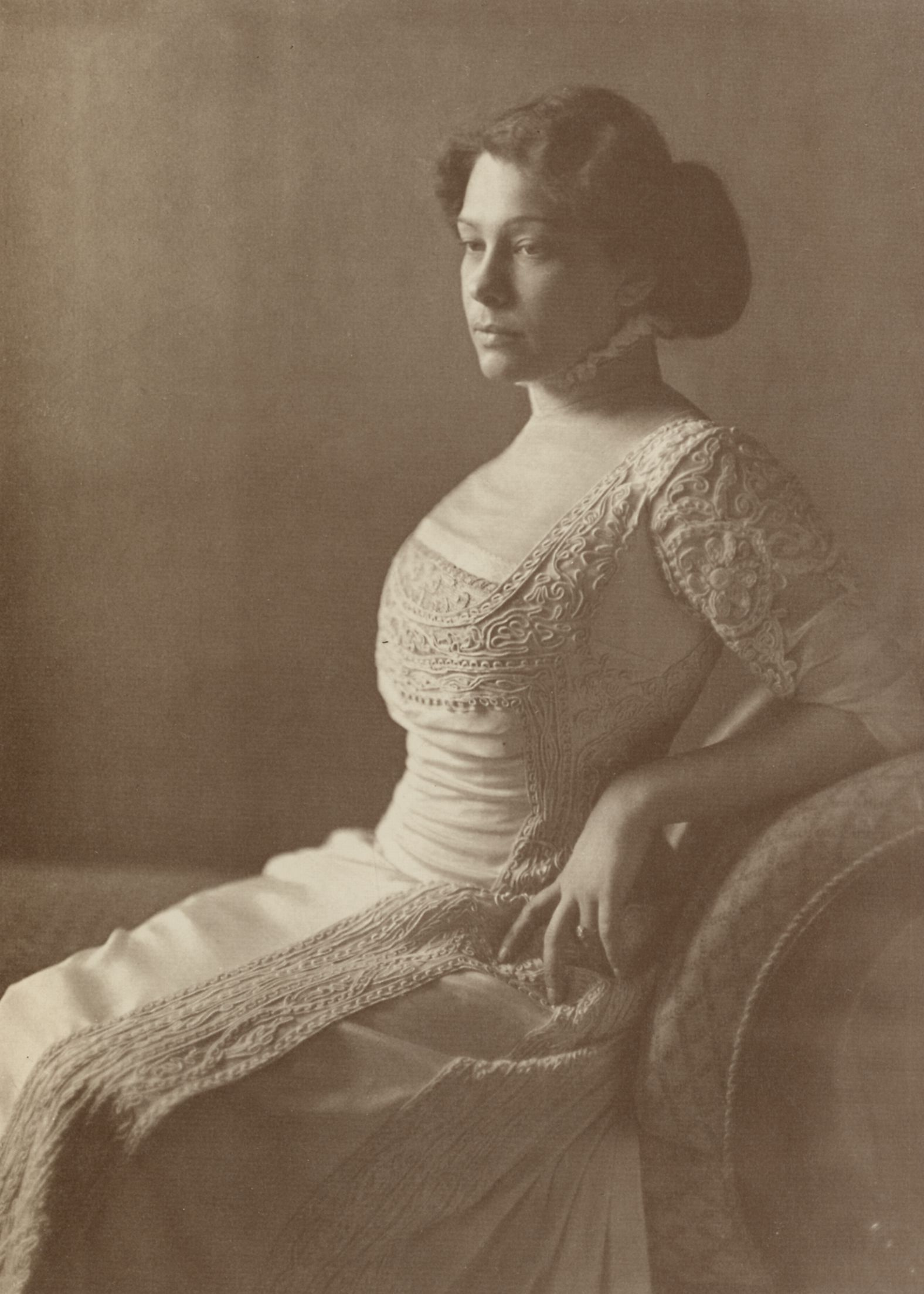
Tilla Durieux (1905)
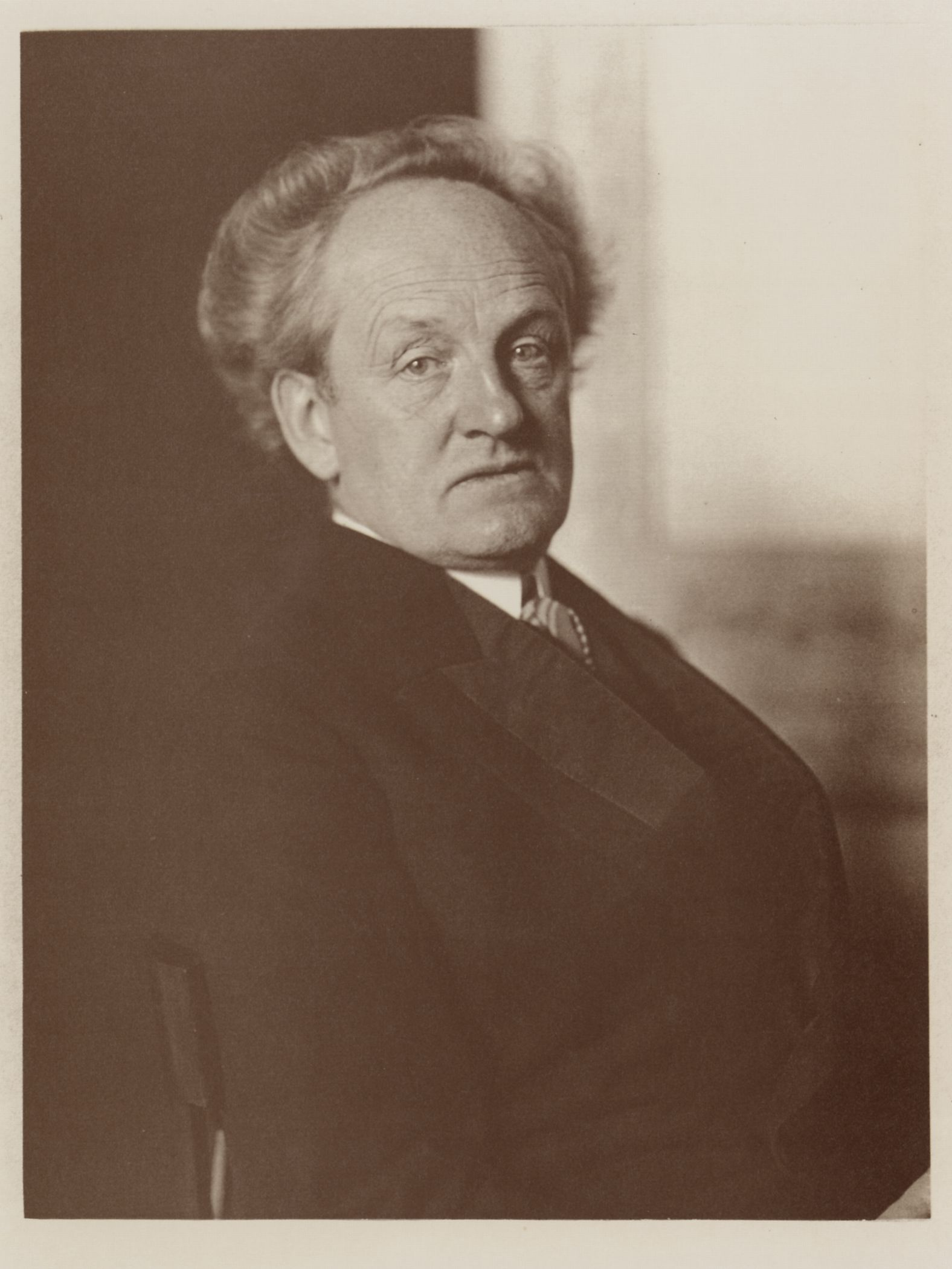
Gerhart Hauptmann (1905)
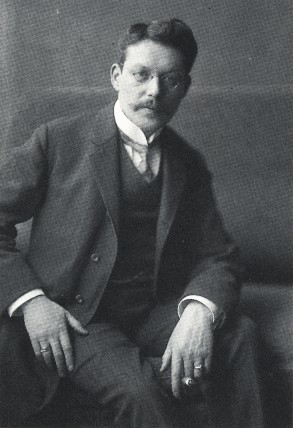
Bruder Theodor Hilsdorf (1908)
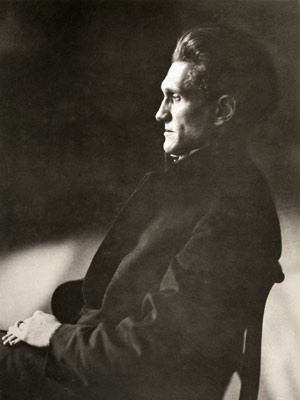
Stefan George (1910)
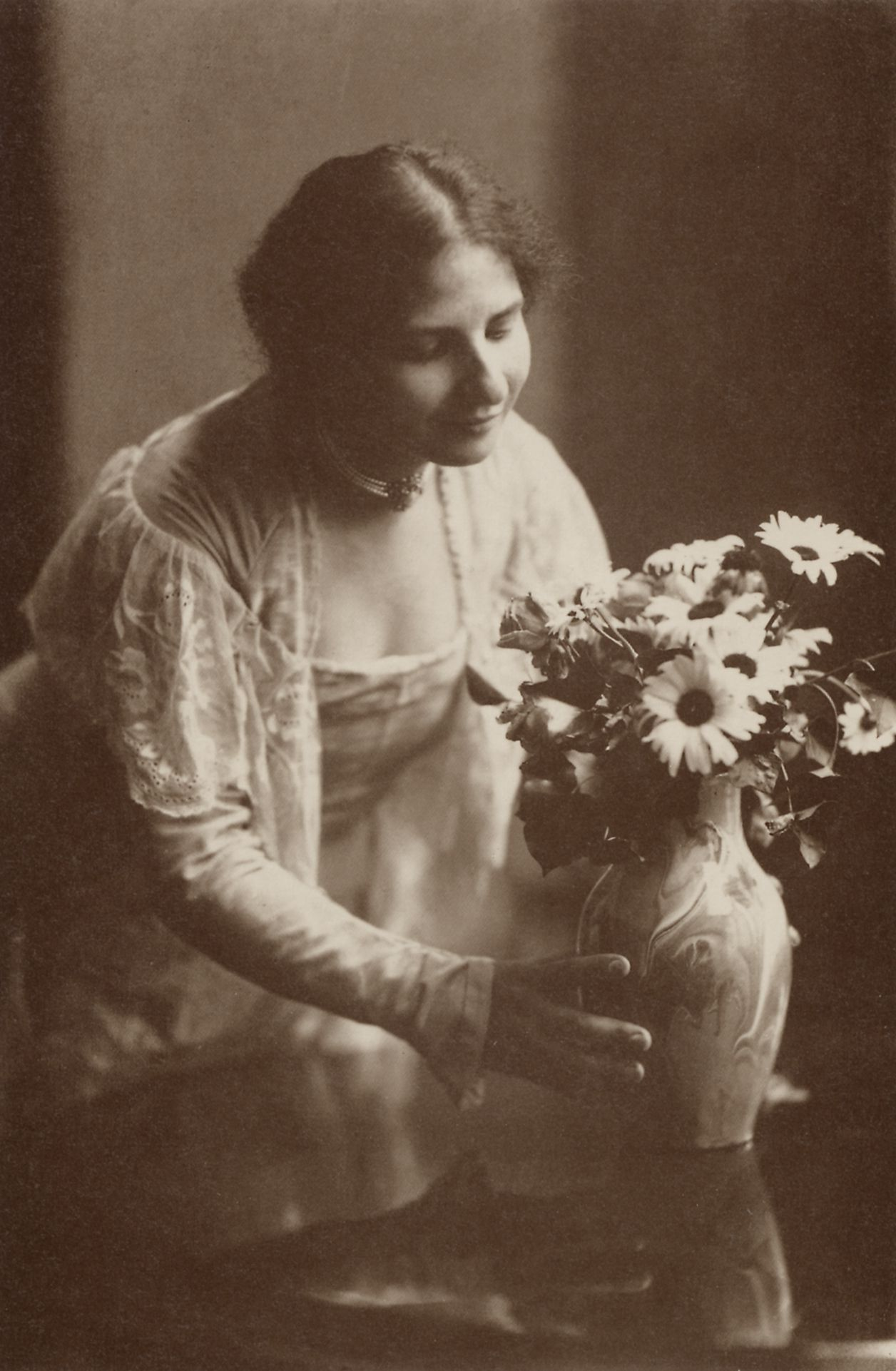
Ida Dehmel (undatiert)